# Б'єрн Гекке
Б'єрн Уве Гекке (нім. Björn Uwe Höcke)(1 квітня 1972 , Люнен, Північний Рейн-Вестфалія, Німеччина ) — німецький політик, член правопопулістської партії «Альтернатива для Німеччини» (Alternative für Deutschland, АдН).
Після виключення Андреаса Калбіца з партії, Гекке став єдиним лідером ультраправого крила АдН, відомого як «Der Flügel» (Крило), яке Федеральне відомство із захисту конституції Німеччини визнало ймовірною правоекстремістською організацією.
Він є головою «АдН Тюрингія», яка також класифікується як правоекстремістське об'єднання.
У 2024 році Гекке привів АдН до перемоги на земельних виборах у Тюрингії, що стало першим випадком з часів нацизму, коли ультраправа партія здобула перше місце на виборах у Німеччині.

## Рання життєва історія та освіта
Бьорн Хьоке народився 1 квітня 1972 року в місті Люнен, федеральна земля Вестфалія, Німеччина. За даними, його дідусь і бабуся по батьківській лінії були вислані із Східної Пруссії після II світової війни . У 1991 році він здобув атестат про повну загальну середню освіту в Рейн-Від-Гімназії в місті Нойвід.
Після завершення шкільного навчання Гекке вступив до університетів Гіссена та Марбурга, де здобував освіту за спеціальністю спорт і історія, перш ніж почати працювати вчителем. Зокрема, він викладав у загальноосвітній школі «Ренанус» у місті Бад-Зоден-Алендорф.
Додаткові джерела вказують на те, що вплив сімейної історії та історичний контекст періоду після Другої світової війни могли відігравати певну роль у формуванні подальших політичних поглядів Хьоке.

## Політична кар'єра
За інформацією з джерел, ще в 1986 році Гекке короткий час був членом молодіжної організації «Юнге Юніон» – спільного осередку коаліції ХДС/ХСС.
Будучи одним із засновників відділення партії «Альтернатива для Німеччини» (AfD) у Тюрингії, він був обраний депутатом зібрання федеральної землі Тюрингія після виборів 2014 року. Гекке обіймає посаду спікера парламентської групи AfD, а також представляє тюрингійський регіональний союз (Landesverband) партії. Він вважається лідером «національно-консервативного крила» AfD, відомого як Flügel («Крило»), з яким себе асоціюють близько 40 % членів партії.
Досить маловідомий регіональний політик нової партії набув загальнонаціонального резонансу у 2015 році. Це сталося після того, як у липні лідера партії Бернда Люкке було усунено від влади, а в тому ж році спалахнув європейська міграційна криза. Уже у жовтні 2015 року, на наступний день після ножового нападу на мера Кельна Генріетту Рекер, під час політичного ток-шоу «Гюнтер Яух» (відомого ведучого німецького варіанту «Хто хоче стати мільйонером?»), Гекке витягнув невеликий німецький прапор і заявив: «3000 років Європи, 1000 років Німеччини». 
У вересні 2019 року Гекке погрожував «серйозними наслідками» журналісту ZDF, який відмовився відновити інтерв’ю після низки складних запитань. Журналіст цікавився, чи були взяті різні цитати з книги Гекке або з «Mein Kampf» Гітлера, що викликало додаткові суперечки.
На виборах у Тюрингії 2019 року партія AfD на чолі з Гекке збільшила свою частку голосів більше ніж удвічі – до 23 %, випередивши основну опозиційну силу Християнсько-демократичного союзу (ХДС) та здобула друге місце.
У 2021 році Йорг Мойтен, поміркований співголова AfD, намагався виключити Гекке з партії через його, за його словами, расистські позиції, проте спроба зазнала невдачі, що зрештою призвело до виходу Мойтена з партії у 2022 році.
У листопаді 2021 року було скасовано депутатський імунітет Гекке в ландтазі Тюрингії. Його звинуватили в тому, що він у травні завершив свою промову фразою «Alles für Deutschland» («Все для Німеччини»), яку використовувала SA режиму Гітлера, а застосування цієї фрази є забороненим згідно із законодавством про заборону використання символіки нацизму. 
У червні 2023 року проти Гекке були офіційно висунуті звинувачення, що стало ще одним приводом для загострення політичної поляризації в Німеччині.
На виборах у Тюрингії 2024 року партія AfD під керівництвом Гекке збільшила свою частку голосів до рекордних 33 % і стала найбільшою партією в федеральній землі. Це найкращий результат у історії партії, і вперше AfD посіла перше місце на виборах у федеральній землі.
Гекке відомий своїм радикальним націоналістичним дискурсом, що викликає гострі суперечки як у німецькому суспільстві, так і за його межами. Його політична діяльність, зокрема активізація ультраправого крила, є предметом численних досліджень і критичних аналізів щодо зростання націоналізму в Європі. За даними низки джерел, його виступи і рішення стали каталізатором для подальшого зміцнення підтримки серед певних груп виборців, що відчувають незадоволення сучасними соціально-політичними процесами в країні.

## Політичні погляди
Б'єрн Гекке виступає з позиціями, що належать до крайнього правого спектру. На мітингах та публічних виступах він часто наголошує на необхідності збереження «тисячолітньої історії» Європи, одночасно закликаючи до створення «тисячолітнього майбутнього» для Німеччини. Він описує період Германської імперії (1871–1914) як час розквіту німецького народу, що свідчить про його ревізіоністські погляди на історію.
Відносини з історичною пам’яттю грають значну роль у формуванні його світогляду. Згідно з інформацією, ще з молодості його сім’я обговорювала вигнання з Східної Пруссії, що залишило в ньому глибоке відчуття належності до цієї території, попри те, що він там ніколи не жив. Таке сприйняття минулого, як і посилання на експериментальні ідеї щодо перегляду ролі Німеччини в історії, вплинуло на формування його уявлень про національну ідентичність та «жертвенність» німецького народу.
Гекке критикує традиційне сприйняття історії, стверджуючи, що образ Гітлера подається як абсолютно злий, і вважає, що німцям відмовляють у праві на національну гордість через історичну спадщину. Він ставить під сумнів обсяг часу, який німецькі школи присвячують вивченню нацистського минулого, та називає меморіал Голокосту в Берліні «пам’ятником ганьби», виступаючи за радикальну зміну політики пам’яті.
У своїх виступах Гекке використовує термін «Lebensraum», що асоціюється з територіальною експансією нацистів, і порівнює сучасні рішення з тим, як ці терміни сприймаються в німецькому суспільстві. Він також вживає термін «Tat-Elite» щодо чиновників, що, за його словами, символізує еліту державного апарату.
Політичні науковці зазначають, що його погляди близькі до ідеології націонал-демократичної партії Німеччини та характеризуються як фелькіше, расистські та фашистські. Проте судові рішення вказали, що опис Гекке як фашиста не є наклепом.
Погляди у сферах освіти, сім’ї, зовнішньої політики та імміграції

### Освіта
Гекке виступає проти інтегрованої освіти учнів з особливими потребами, закликаючи їх навчатися в окремих школах. Він також критикує шкільне сексуальне виховання, яке, на його думку, сприяє ранній сексуалізації дітей та руйнує природний розподіл ролей між статями.

### Сім’я
Політик наголошує на важливості збереження традиційних цінностей, підтримуючи концепцію сім’ї з трьома дітьми як оптимальної соціальної моделі. Він виступає проти гендерного мейнстрімінгу та вважає, що сучасні соціальні експерименти руйнують «природний гендерний порядок».

### Зовнішні справи
Гекке підтримує тісніші відносини з Росією, заявляючи, що якщо стане канцлером, то першим своїм закордонним візитом відвідає Росію. Він висловлює думку, що Росія може стати прикладом для світу в створенні суверенних держав без гегемонії.

### Імміграція
Під час європейської міграційної кризи Хьоке виступав проти політики надання притулку, організовуючи демонстрації проти федеральної імміграційної політики. Він закликає до жорсткішого контролю національних кордонів та, за деякими повідомленнями, висловлював ідею, що якщо Європа продовжуватиме приймати іммігрантів, «репродуктивна поведінка» африканців не зміниться, що свідчить про його антиімміграційний та ксенофобський дискурс.

### Додаткові відомості з джерел
За даними низки міжнародних медіа, у виступах Хьоке часто прослуховуються риторичні прийоми, що асоціюються з нацистською ідеологією, зокрема, використання символів та лозунгів, заборонених за законом у Німеччині. Це викликає гострі дискусії як всередині політичної системи, так і поза нею, і спричиняє юридичні процеси, пов’язані з використанням нацистської символіки.
Загалом, політичні погляди Бйорна Хьоке можна охарактеризувати як радикально ревізіоністські, націоналістичні та ксенофобські, що поєднуються з критикою сучасних політичних та соціальних інститутів Німеччини. Ці позиції знаходять підтримку серед частини виборців, особливо в східних федеральних землях країни, де є історичні та соціально-економічні передумови для розвитку подібних настроїв.

## Обвинувачення Бйорна Хьоке в нацизмі
Бйорн Хьоке (нар. 1 квітня 1972 р.) – німецький політик, лідер праворадикального крила партії «Альтернатива для Німеччини» (Альтернатива für Deutschland, AfD) у федеральній землі Тюрінгія. Його риторика та низка публічних виступів неодноразово ставали предметом гострих суперечок і призводили до обвинувачень у нацизмі та антисемітизмі.
Стаття описує основні обвинувачення щодо співпраці з неонацистськими колами, антисемітські висловлювання та використання нацистського лозунгу, що викликає широкий резонанс у німецькому суспільстві та юридичні наслідки.

### Зв’язки з неонацистами
За даними низки джерел, Хьоке має налагоджені контакти з неонацистськими колами в Німеччині. Відомо, що він спільно з Торстеном Хайзе, лідером Націонал-демократичної партії Німеччини (НДПГ), писав під псевдонімом «Landolf Ladig» для журналу People in Motion (Volk in Bewegung) та видання The Reichsbote. Хьоке заперечував свою участь у роботі для цих видань, проте відмовився надати офіційне пояснення, як того вимагав Федеральний виконавчий рад AfD.
У електронному листі до колег по партії (2014 р.) він виступив за скасування статті 86 Кримінального кодексу Німеччини, що забороняє пропаганду неконституційних організацій, а також статті 130, яка криміналізує підбурювання до ненависті. За його словами, це дозволило б легалізувати заперечення Голокосту, що є незаконним у Німеччині.

### Обвинувачення в антисемітизмі
У січні 2017 року під час виступу в Дрездені Хьоке, посилаючись на меморіал Голокосту в Берліні (Меморіал вбитим євреям Європи), заявив, що «ми, німці, є єдиним народом у світі, який встановив меморіал ганьби в самому серці своєї столиці». Він також висловив думку, що німцям «потрібно на 180 градусів змінити свою політику увічнення пам’яті».
Ці заяви викликали широку критику з боку єврейських лідерів і політичних діячів, а також стали приводом для численних вимог щодо виключення Хьоке з партії. Представник AfD Фрауке Петрі назвав його «тягарем для партії» [60][63]. Проте у травні 2018 року трибунал AfD постановив, що Хьоке має право залишатися у партії [64][19].
Як відповідь на його коментарі про «пам’ятник ганьби», берлінський художній колектив «Центр політичної краси» встановив повномасштабну копію однієї з частин Меморіалу Голокосту в межах видимості від будинку Хьоке у Борнхагені, нагадуючи про трагічну історію Німеччини [30].

### Використання нацистського лозунгу
Одне з найсуперечливіших обвинувачень стосується використання Хьоке забороненого нацистського лозунгу «Alles für Deutschland» («Все для Німеччини»).
На передвиборному заході у Мерзебурзі 29 травня 2021 року Хьоке закінчив свою промову цією фразою. Оскільки лозунг був запроваджений штурмовими загонами (СА) нацистського режиму і його публічне використання карається за законодавством Німеччини, його дії викликали юридичне переслідування [68][69]. Хьоке стверджував, що не знає походження цієї фрази та заявляв про свою «повну невинність».
У вересні 2023 року проти нього було порушено кримінальну справу, а у травні 2024 року він був засуджений і оштрафований на 13 000 євро. За повідомленнями, у грудні 2023 року він знову використав цей лозунг, на що аудиторія відповіла «Германия!», а у липні 2024 року суд у Галле знову оштрафував його за використання забороненого виразу.

### Реакція суспільства та партії
Обвинувачення в нацизмі та антисемітизмі викликали широке обурення в німецькому суспільстві. Багато політиків, зокрема представники опозиційних партій і єврейські організації, закликали до радикальних заходів щодо Хьоке, вимагаючи його виключення з AfD. Незважаючи на це, партійні структури відстали від цих вимог, і у 2018 році трибунал AfD постановив, що Хьоке може залишатися членом партії.
Крім того, публічні виступи Хьоке, зокрема у формі агресивних відеозвернень до критиків, спричинили ще більше суперечок. У березні 2020 року з’явилося відео, де він атакує опонентів своєї фракції, використовуючи фрази, що викликають асоціації з нацистською риторикою. Незадовго до публікації цього відео Федеральне відомство з охорони Конституції Німеччини встановило спостереження за його фракцією.

### Нові події та сучасний контекст
За останніми даними, Хьоке неодноразово повертався до використання суперечливих лозунгів та риторичних прийомів, що нагадують нацистську естетику. Повторне застосування фрази «Alles für Deutschland» у грудні 2023 року та липні 2024 року свідчить про стійкість його риторики, незважаючи на судові санкції та численні вимоги суспільства змінити політичну культуру. Ці події додатково підкреслюють гостроту дискусій щодо політичної ідентичності та історичної пам’яті в Німеччині.

### Висновки
Обвинувачення Бйорна Хьоке в нацизмі є частиною ширшої дискусії про роль радикальних правих сил у сучасній Німеччині. Використання риторики, що асоціюється з нацистською історією, та відкриті зв’язки з неонацистськими колами викликають значну занепокоєність не лише серед опонентів, але й серед частини населення, що відчуває потребу у ревізії історичної пам’яті. Судові рішення та публічні протести свідчать про напруженість політичного ландшафту, у якому ці явища можуть мати далекосяжні наслідки для демократичних інституцій.

## Нові звинувачення та події (2023–2024)
За останній рік проти Бйорна Хьоке знову порушили питання використання нацистської символіки та риторики, що нагадує про нацизм. У вересні 2023 року з’явилися нові повідомлення про повторне застосування забороненого лозунгу «Alles für Deutschland» під час публічних виступів, що призвело до нових судових позовів та штрафів. У травні 2024 року суд ухвалив вирок, що передбачав штраф у розмірі 13 000 євро за використання нацистського лозунгу, а у липні 2024 року справа знову відкрилася через повторне використання цього вираз.
Крім того, останні події зосереджуються на збільшенні активності неонацистських колів навколо Хьоке. За даними німецьких медіа, урядові та правозахисні організації звернули увагу на зростання контактів між представниками його фракції та групами, які відомі своєю радикальною ідеологією. Це викликало нові хвилі протестів у суспільстві, зокрема в східних регіонах Німеччини, де значна частина виборців підтримує радикальні позиції.
Міжнародні правозахисні організації та аналітики висловлюють стурбованість тим, що риторика Хьоке може стати каталізатором для подальшої радикалізації політичного дискурсу в Європі. Деякі експерти зазначають, що його публічні виступи не лише порушують німецьке законодавство, але й підривають демократичні інститути, сприяючи поляризації суспільства та створенню умов для посилення впливу праворадикальних сил.
Нові судові рішення, а також петиції від громадських організацій, спрямовані на посилення контролю за використанням забороненої символіки, свідчать про те, що проблема залишається надзвичайно актуальною. Ці події додають ще одну главу до суперечок навколо діяльності Бйорна Хьоке, підкреслюючи необхідність об’єднання зусиль для захисту демократичних цінностей у Німеччині та Європі.